# Гордана Стошић
Гордана Стошић (Београд, 1945 – Земун, 1994) била је контроверзна српска књижевница која је своју поетику заснивала на јако израженим еротским мотивима. То ју је довело у сукоб са јавним моралом осамдесетих и деведесетих година прошлога века. Поготову што је радила у настави, предајући српски језик и књижевност у једној београдској гимназији. Писала је прозу и поезију. Бавила се и преводилаштвом.
Њене књиге су од једног дела публике оцењиване врло храбрим, тако да је у српском културном миљеу словила као српска Ерика Јонг, други део публике је њене књиге сматрао кичом. Родитељи ученика су својим интервенцијама приморали директора гимназије да је остави без посла, иако је имала подршку ученика којима је предавала. У таквој ситуацији Гордана Стошић одлучује да оде на Косово и Метохију. Свој стан поклања избеглицама и две године предаје српски језик и књижевност у Дечанима. Из ове метохијске варошице вратила се потресена и пуна траума. Живи као подстанар у Земуну. Веома мало се зна о њеном животу у Метохији. По повратку, извесно време лечила се на психијатријској клиници у Београду, а онда је лета 1994. године извршила самоубиство скочивши с једне десетоспратнице у Земуну.
Завршила је Филолошки факултет у Београду. 
Била је члан Удружења књижевника Србије.

## Дела
- Жена чежњиве коже, поезија, Београд, 1980,
- Дрхтуља, кратка проза, Београд, 1980,
- Ноћно семе, поезија, Београд, 1982,
- Стефан, роман, Београд, 1985,
- Ноћ љуштења кромпира, Загреб, 1985,
- Твој брат близанац, кратка проза, Београд, 1986,
- Како су ме растурили у име народа, кратка проза, Београд, 1989,